# Poa hybrida
Espèce
Poa hybrida, le pâturin hybride, est une espèce de plantes monocotylédones de la famille des Poaceae (graminées), sous-famille des Pooideae, originaire d'Europe.